# Лесьне-Халупи
Лесьне-Халупи (пол. Leśne Chałupy) — село в Польщі, у гміні Тарлув Опатовського повіту Свентокшиського воєводства.
Населення — 64 особи (2011).
У 1975-1998 роках село належало до Тарнобжезького воєводства.

## Демографія
Демографічна структура на день 31 березня 2011 року:
|          | Загалом | Допрацездатний вік | Працездатний вік | Постпрацездатний вік |
| -------- | ------- | ------------------ | ---------------- | -------------------- |
| Чоловіки | 33      | 8                  | 21               | 4                    |
| Жінки    | 31      | 2                  | 19               | 10                   |
| Разом    | 64      | 10                 | 40               | 14                   |